# Hojkov
Hojkov település Csehországban, a Jihlavai járásban. Hojkov Boršov, Cejle, Milíčov, Nový Rychnov és Mirošov településekkel határos. Lakosainak száma 162 fő (2024. január 1.).

## Népesség
A település lakosságának változását az alábbi diagram mutatja:
| Lakosok száma | 354  | 414  | 492  | 286  | 195  | 141  | 156  | 144  | 149  | 162  |
|               | 1869 | 1890 | 1921 | 1950 | 1980 | 2001 | 2017 | 2019 | 2022 | 2024 |